# Kirill Borodačëv
Kirill Viktorovič Borodačëv (in russo Кирилл Викторович Бородачёв?; Samara, 23 marzo 2000) è uno schermidore russo, specializzato nel fioretto.

## Biografia
Ha un fratello gemello, Anton, anch'egli fiorettista.

## Carriera
Nel 2021 ha vinto la medaglia d'argento nel fioretto a squadre alle Olimpiadi di Tokyo, assieme a Timur Safin, Vladislav Myl'nikov e al fratello Anton, perdendo la finale per 28-45 contro la Francia. Nel 2025 si laureato vicecampione del mondo nella prova individuale ai Mondiali di Tbilisi, venendo sconfitto in finale per 15-9 da Ryan Choi Chun-yin.

## Palmarès
- Giochi olimpici

Tokyo 2020: argento nel fioretto a squadre.
- Mondiali

Tbilisi 2025: argento nel fioretto individuale.
- Europei

Genova 2025: bronzo nel fioretto a squadre.
- Europei Under-23

Plovdiv 2019: oro nel fioretto individuale; bronzo nel fioretto a squadre.
Erevan 2018: oro nel fioretto individuale; argento nel fioretto a squadre.
Minsk 2017: argento nel fioretto individuale.
- Mondiali giovanili

Toruń 2019: oro nel fioretto individuale e nel fioretto a squadre.
Verona 2018: oro nel fioretto a squadre.
Plovdiv 2017: bronzo nel fioretto a squadre.
- Europei juniores

Parenzo 2020: oro nel fioretto individuale e nel fioretto a squadre.
Foggia 2019: oro nel fioretto a squadre.
Soči 2018: oro nel fioretto individuale e nel fioretto a squadre.
Plovdiv 2017: oro nel fioretto a squadre; argento nel fioretto individuale.
- Mondiali cadetti

Plovdiv 2017: oro nel fioretto individuale.
Bourges 2016: argento nel fioretto individuale.
- Europei cadetti

Plovdiv 2017: oro nel fioretto a squadre.
Novi Sad 2016: oro nel fioretto individuale e nel fioretto a squadre.
Maribor 2015: argento nel fioretto a squadre.